# Stazione di Ivrea
La stazione di Ivrea è una stazione ferroviaria posta sulla linea Chivasso-Aosta, è al servizio del comune di Ivrea.

## Storia
La stazione entrò in funzione il 5 novembre 1858, con l'attivazione della tratta Caluso–Ivrea della linea per Aosta. Terminando in origine i binari a Ivrea, la stazione era dapprincipio una stazione di testa.
Ventisette anni dopo, venne attivata il tratto Ivrea–Donnas e il 5 luglio dell'anno successivo venne attivata l'ultimo tratto Donnas–Aosta.
Ai tempi della gestione del Genio ferrovieri in questa stazione, assieme a quella di Aosta, aveva sede un ufficiale e le stazioni limitrofe ne erano alle dipendenze.

## Strutture e impianti

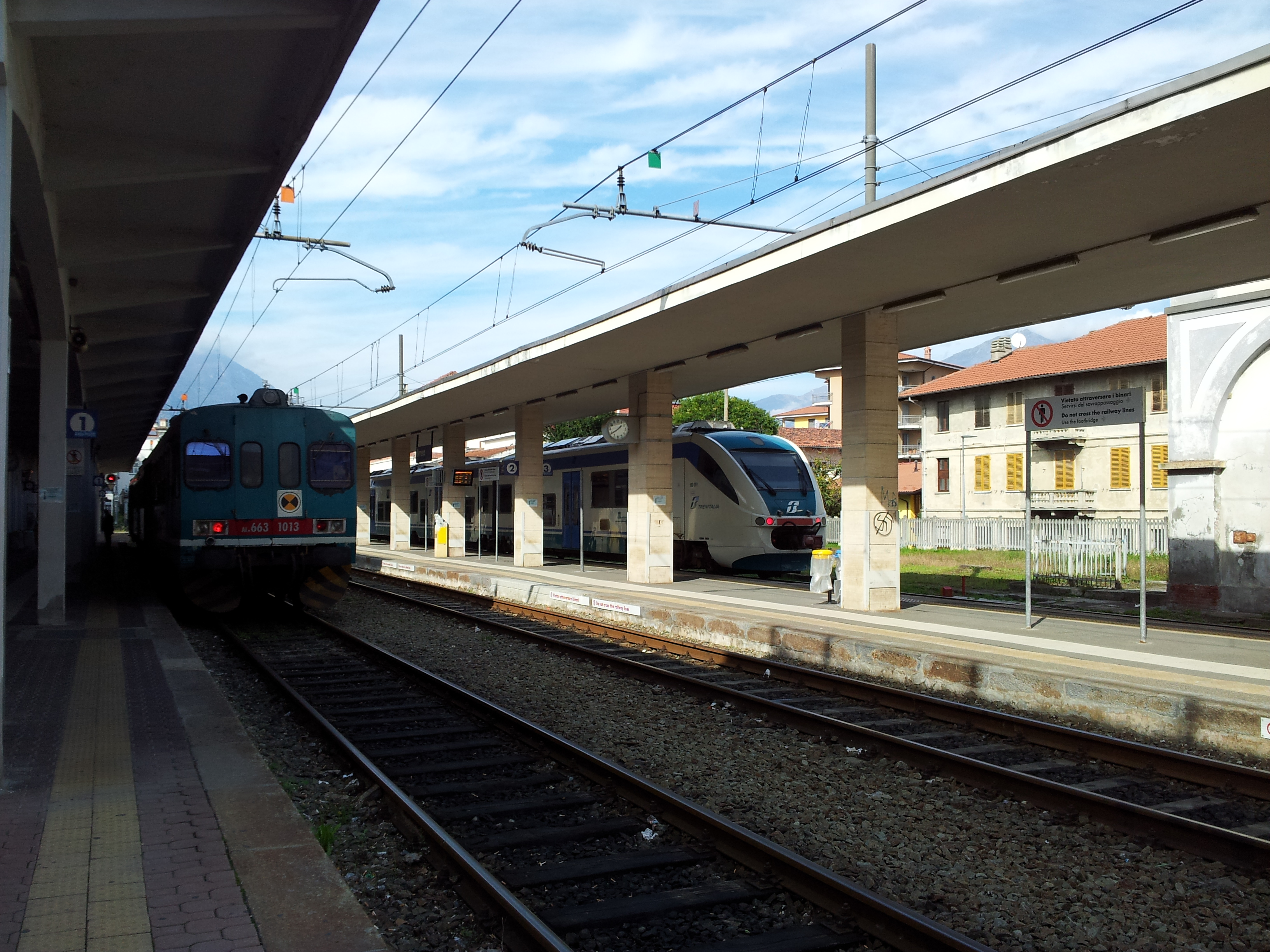
Stazione lato binari

La stazione, gestita da Rete Ferroviaria Italiana, è dotata di 3 binari passanti suddivisi in nord (diretti verso Aosta, sulla tratta non elettrificata) e sud (verso Chivasso, sulla tratta elettrificata), dotati di marciapiedi per l'imbarco dei passeggeri e provvisti di pensiline per la copertura.
Generalmente il binario 2 è utilizzato per i servizi diretti Torino-Aosta, mentre gli altri due binari (suddivisi in lato Nord e lato Sud) accolgono i treni che terminano la corsa a Ivrea.
I binari sono collegati tramite un sovrappasso pedonale coperto che consente un attraversamento sicuro degli stessi. Tale sovrappasso è dotato di ascensori.
La stazione svolge il ruolo di capolinea e di scambio sulla linea Chivasso–Aosta a binario unico, elettrificato soltanto nella tratta Chivasso-Ivrea. Il quarto binario (tronco) non è accessibile ai viaggiatori, nonostante sia dotato parzialmente di marciapiede, poiché riservato per le manovre delle motrici. È in progetto una sua attivazione. È anche presente un piccolo scalo merci in direzione Chivasso.
Nella stazione sono installati i pannelli d'informazione audio e video per i viaggiatori.
Il fabbricato viaggiatori si sviluppa su due piani; al suo interno sono presenti un bar, la biglietteria a sportello e la sala d'attesa munita di biglietteria automatica.

## Movimento
La stazione è servita da treni regionali di Trenitalia nell'ambito del contratto di servizio stipulato con la Regione Piemonte. Le direttive principali sono il Torino Porta Nuova - Aosta, con cadenza oraria, effettuata prevalentemente con i moderni treno bimodale BTR 813, rimangono tuttavia alcuni viaggi effettuati con due convogli diversi (trazione elettrica per la tratta Torino - Chivasso - Ivrea e trazione diesel per la tratta Ivrea - Aosta).
Vi sono corse speciali, che fermano in tutte le stazioni tra Ivrea e Aosta, che sono slegate dalla direttrice per Torino.
Un'altra direttiva è la Ivrea - Novara, che viene effettuata con convogli diesel, effettua tutte le fermate, ha cadenza pressoché oraria. 
Negli orari di punta per Chivasso vi sono di fatto due treni ogni 60 minuti, uno diretto uno che effettua tutte le fermate.

## Servizi
La stazione, che RFI classifica nella categoria "Silver", dispone di:
- Biglietteria a sportello
- Biglietteria automatica
- Sala d'attesa
- Servizi igienici
- Bar

## Interscambi
Presso la stazione hanno transito/origine autocorse extraurbane e urbane della cintura di Ivrea del GTT.
- Fermata autobus

Fra il 1882 e il 1933 di fronte alla stazione era possibile l'interscambio con i convogli in servizio sulla tranvia Ivrea-Santhià; tra il 1908 e il 1935 presso la stazione effettuava capolinea la filovia per Cuorgnè.